# Iris Schürmann-Mock

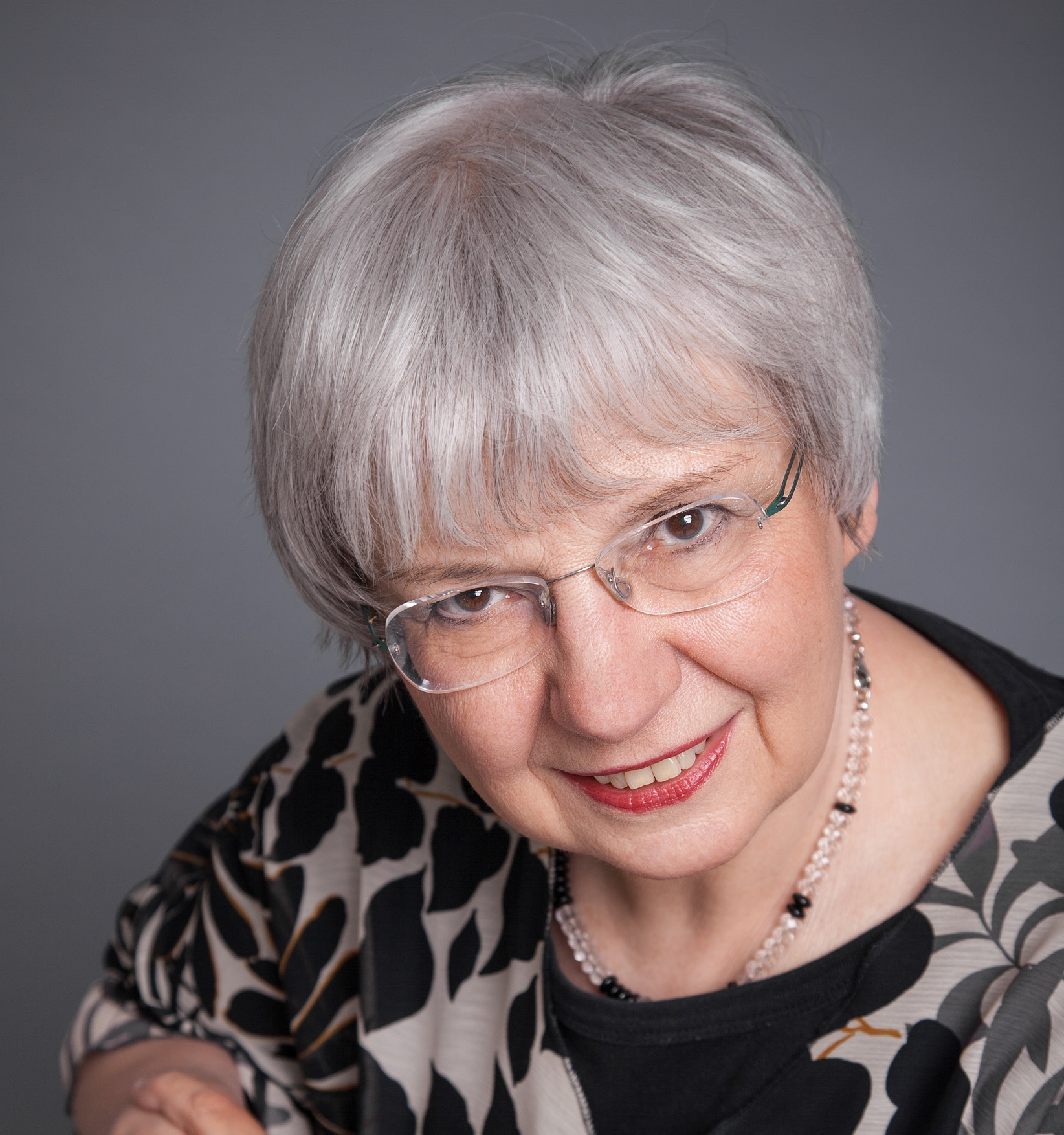
Iris Schürmann-Mock

Iris Schürmann-Mock (* 6. April 1947 in Duisburg) ist eine deutsche Journalistin und Schriftstellerin.

## Leben
Iris Schürmann-Mock verbrachte ihre Kindheit und Jugend in Duisburg-Meiderich. Nach dem Abitur am Käthe-Kollwitz-Gymnasium studierte sie an der Johannes-Gutenberg-Universität in Mainz Publizistik, Germanistik und Soziologie und schloss mit der Magister-Prüfung ab. Thema ihrer Arbeit: „Wie stark redigieren Zeitungen die Agentur-Nachrichten“. Seit 2006 lebt sie in Bornheim-Hersel.

## Arbeit als Journalistin
Von 1975 bis 1978 war Iris Schürmann-Mock zunächst Redakteurin und später Ressortleiterin bei der Wirtschaftszeitschrift DM in Frankfurt am Main.
1978 zog sie nach Bonn und arbeitete als Pressesprecherin im Ministerium für Jugend, Familie und Gesundheit.
Ab 1980 war Iris Schürmann-Mock mehrere Jahre als freie Journalistin tätig und schrieb für Zeitungen, Zeitschriften und Hörfunk. Ein Schwerpunkt war der Aufbau der Pressearbeit für die Bundeszentrale für gesundheitliche Aufklärung.
1982 gründete Iris Schürmann-Mock gemeinsam mit der Journalistin Gabriela Wenke die Zeitschrift für Kinder- und Jugendmedien Eselsohr. Vier Jahre lang war sie deren Mitherausgeberin und -chefredakteurin.
1987 wurde sie Pressesprecherin des Bundes für Umwelt und Naturschutz Deutschland (BUND) und Chefredakteurin des Mitglieder-Magazins Natur und Umwelt.
Ab 1991 arbeitete sie zehn Jahre lang als stellvertretende Chefredakteurin der Zeitschrift BONUS, Kunden- und Mitglieder-Magazin der Volksbanken und Raiffeisenbanken. Neben ihrer redaktionellen Tätigkeit entwickelte sie ein Format für Leserreisen „Auf den Spuren der genossenschaftlichen Welt“.

## Arbeit als Schriftstellerin
Für Erwachsene verfasst Iris Schürmann-Mock erzählende Sachbücher, Biografien und Gedichte. Sie gibt außerdem Anthologien heraus. In den letzten Jahren hat sie sich auf Frauen-Biografien konzentriert.
In ihrem Buch „Frauen sind komisch“ porträtiert sie Kabarettistinnen der vergangenen 120 Jahre. „Ein längst fälliger Sammelband“ stellt Christiana Puschak in der Zeitschrift junge Welt fest. Ihr Fazit: „Eine mitreißende und gut zu lesende Reise durch die Welten des weiblichen Kabaretts“.
An vergessene Dichterinnen aus drei Jahrhunderten erinnert das Buch „Ich finde es unanständig, vorsichtig zu leben“. Sie werden jeweils mit einer kurzen Biografie, einem Auszug aus ihrem Werk und einer Spurensuche, die bis in die Gegenwart führt, vorgestellt. „Eine Literaturgeschichte ganz anderer Art“ urteilt Astrid van Nahl im Online-Magazin „alliteratus“ im November 2023.
Für Kinder schreibt Iris Schürmann-Mock gereimte Geschichten und Gedichte. Häufig kombiniert sie sachliche Informationen mit lyrischer Form zu „Sachgedichten“.
Ihre Arbeiten werden auch in Anthologien, Literaturzeitschriften und Schulbüchern veröffentlicht.

## Lesungen und musikalisch-literarische Programme
Iris Schürmann-Mock veranstaltet Lesungen für Erwachsene und für Kinder. Gemeinsam mit Musikerinnen und Musikern erarbeitet sie musikalisch-literarische Programmen und tritt als Gruppe WortSpiel auf.

### Auswahl
- Mythische Orte mit Waltraut Bartl (Klavier) bis 2015
- August Macke, musikalisch mit Ulla Pietruck und Beate Dix-Schäfer (Klaver und Flöte) bis 2015
- Vergessene Dichterinnen mit Monika Recker-Johnson (Cello) seit 2023

## Veröffentlichungen

### Auswahl

#### Bücher für Erwachsene
- Mythische Orte, Gerstenberg Verlag, Hildesheim 2005, Reader’s Digest Verlag; erweiterte Neuauflage 2008
- Advent, Advent, zusammen mit Katrin Lankers, Illustration: Helga Gebert, Gerstenberg Verlag, Hildesheim 2007; Neuauflage, Titel Weihnachtszeit 2011
- Reisen für Verliebte, Auf den Spuren berühmter Paare, Gerstenberg Verlag, Hildesheim 2003; Neuauflage, Titel: Mein Herz tanzte mit ihr durch das Land, Berühmte Paare auf Reisen, Gerstenberg Verlag, Hildesheim 2008
- Und was mach ich, wenn ich tot bin?, zusammen mit Claudia Toll †, Pendo Verlag, München 2009; Neuauflage, Titel: Entdeckungsreise ins Leben danach. Topos Taschenbücher, Kevelaer 2015
- O schöner, grüner Wald, Ein Lesespaziergang, Gerstenberg Verlag, Hildesheim 2011
- Frauen sind komisch, Kabarettistinnen im Porträt, Aviva Verlag, Berlin 2019
- Ich finde es unanständig, vorsichtig zu leben, Auf den Spuren vergessener Schriftstellerinnen, Aviva Verlag, Berlin, 2022

#### Bücher für Kinder
- Sing, Sang Zwitscherklang – die Vogelwelt in Versen, Illustration: Christiane Fürtges, Christophorus-Verlag, Freiburg 2015[8]
- Fitz, der Findehase – eine aufregende Ostergeschichte in Reimen, Illustration: Miryam Specht, Kerle in der Verlag Herder GmbH, Freiburg 2016
- Mick, der Weihnachtsdetektiv, Kerle in der Verlag Herder GmbH, Illustration: Stefanie Reich, Freiburg, 2016
- Wie Ellabella Elefant allein den Weg zu Oma fand, Illustration: Wiebke Rauers, Kerle in der Verlag Herder GmbH, Freiburg, Frühjahr 2018; Bildkarten für das Erzähltheater Kamishibai, Don Bosco Verlag
- In der Nacht, wenn der Hamster erwacht, Illustration: Mareike Engelke, Knesebeck Verlag, München, Herbst 2018; Niederländische Ausgabe: Als de zon ondergaat en de hamster haar hol verlaat: 15 grappige rijmpjes over nachtdieren, Fontaine Uitgevers, 22. November 2019; Auszeichnungen: Die 100 Besten bei der 59. Münchner Bücherschau, Umwelt-Buchtipp der Deutschen Akademie für Kinder- und Jugendliteratur im November 2018
- Wer besser spinnt, gewinnt, Illustration: Mareike Engelke, Knesebeck Verlag, München, 2019[9]